# Curio rowleyanus
Il senecio a collana (Curio rowleyanus (H.Jacobsen)  P.V.Heath) è una pianta angiosperma dicotiledone della famiglia delle Asteraceae, originaria delle zone aride delle Province del Capo, in Sudafrica. Nel suo ambiente naturale i fusti strisciano sul terreno, radicandovi e formando fitti tappeti, nelle forme coltivate viene spesso tenuta in vaso come ricadente. Spesso evita la luce solare diretta crescendo all'ombra di altre piante e rocce. È comunemente noto come pianta del rosario.

## Descrizione
È una pianta succulenta dai lunghi fusti sottili, striscianti, con caratteristiche foglie sferiche, di circa 5-6 mm di diametro. 

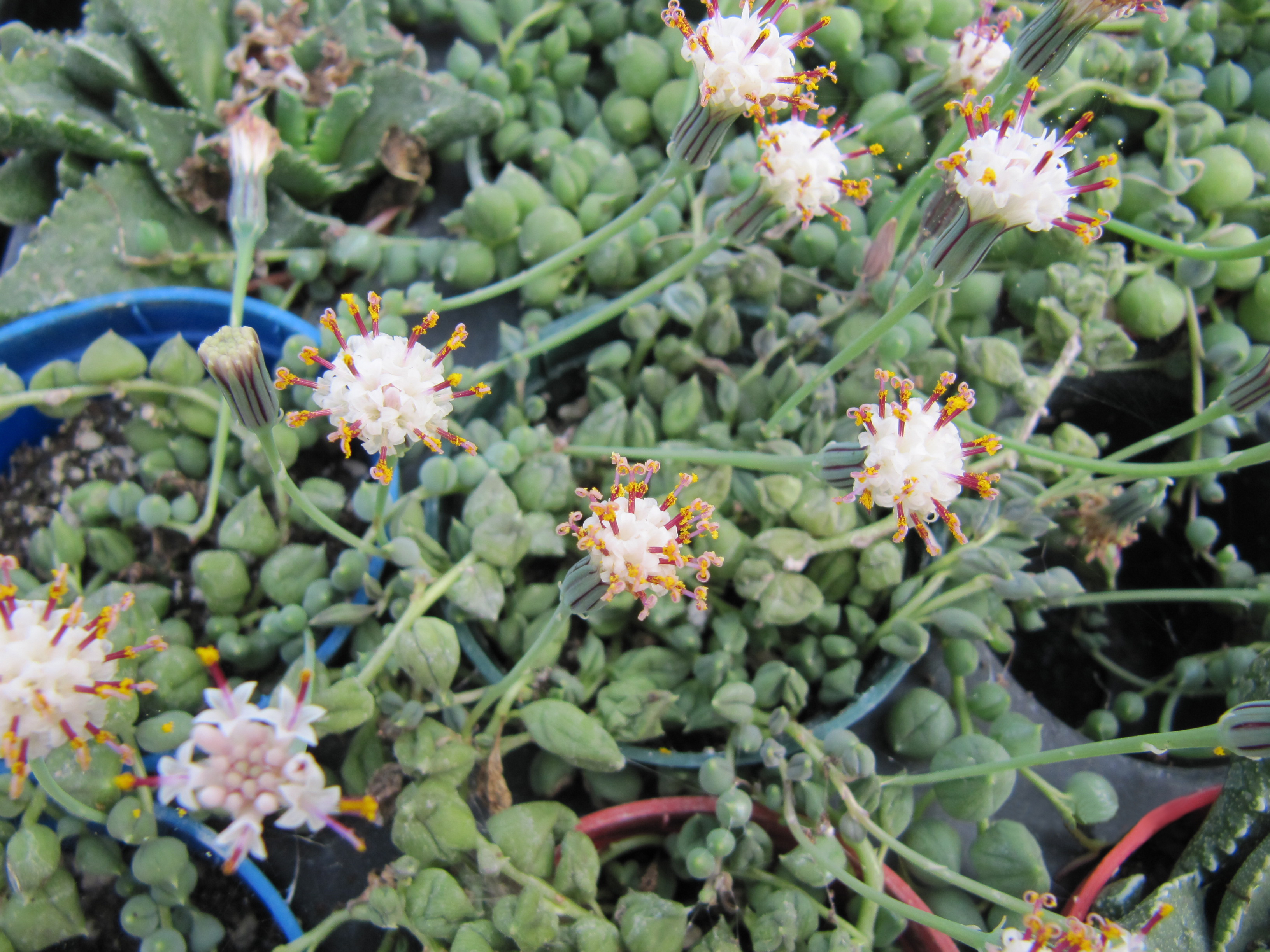
Capolini di Curio rowlwyanus

I fiori, di colore bianco, con stami colorati sono riuniti in capolini.

### Morfologia delle foglie
La strana forma delle foglie è un adattamento agli ambienti aridi specializzato per diminuire la perdita di acqua per traspirazione. Consente la conservazione dell'acqua esponendo una quantità minima di superficie per volume all'aria secca del deserto. Ciò riduce notevolmente la perdita d'acqua dovuta all'evaporazione rispetto alle tipiche foglie appiattite della maggior parte delle angiosperme. Sebbene la sua morfologia fogliare sferica contribuisca a minimizzare la perdita d'acqua, riduce anche drasticamente la superficie disponibile per l'assorbimento della luce e quindi la fotosintesi.
Le foglie tuttavia hanno un adattamento che può aiutare a compensare questa riduzione dell'intercettazione della luce.  Sulle foglie è presente una fascia di tessuto stretta, traslucida, a forma di mezzaluna. Questa struttura specializzata è nota come "finestra epidermica" e consente alla luce di entrare e irradiare l'interno della foglia, aumentando efficacemente l'area del tessuto fogliare disponibile per la fotosintesi. 

## Usi
È molto diffusa come pianta ornamentale; per il suo atteggiamento ricadente si presta alla coltivazione in panieri sospesi.